# Estafa de pig butchering
Una estafa de pig butchering (o estafa de matanza de cerdos), o Shazhupan, es un tipo de estafa y fraude de inversión en el que se atrae gradualmente a la víctima para que haga contribuciones crecientes, en forma de criptomoneda, a una inversión aparentemente sólida antes de que el estafador desaparezca. El nombre alude a la práctica de engordar a un cerdo antes de sacrificarlo. Estas estafas han evolucionado hasta convertirse en un problema mundial, que afecta a víctimas de todo el mundo con cuantiosas pérdidas financieras.
Este tipo de fraude tiene su origen en el sudeste asiático. Los perpetradores suelen ser a su vez víctimas de una fábrica de fraudes, atraídos desde el extranjero con engaños y luego obligados a cometer el fraude por bandas de delincuencia organizada. Estas bandas les impiden marcharse y les amenazan con torturarles si desobedecen sus órdenes. Muchas operaciones se llevan a cabo desde zonas de Birmania que están fuera del control del gobierno central debido a la guerra civil en curso, siendo un centro importante la ciudad de Myawaddy, en el estado de Kayin, cerca de la frontera con Tailandia. Muchas de las bandas que llevan a cabo estafas de matanza de cerdos, junto con las personas obligadas a cometer el fraude, son étnicamente chinos.
Las estafas de pig butchering son habituales en las aplicaciones sociales donde, para octubre de 2023, el doce por ciento de los estadounidenses que utilizaban dichas aplicaciones habían sido víctimas, frente a un cinco por ciento en 2018. Las víctimas son emparejadas con perfiles de citas falsos y luego son manipuladas socialmente para desarrollar una relación con el agresor, que las convence de invertir en criptomoneda desde sitios web controlados por los estafadores. Cuando se ha enviado suficiente dinero, el agresor interrumpe el contacto y desaparece. Un grupo descrito en The New York Times se centraba en mujeres chinas, preferiblemente casadas, de entre 30 y 50 años.
El Servicio de Impuestos Internos de los Estados Unidos ha alertado sobre la creciente prevalencia de estas estafas, dirigidas en particular contra contribuyentes estadounidenses. La agencia señala que las pérdidas a menudo alcanzan cientos de miles de dólares, y algunas víctimas llegan a perder hasta dos millones de dólares. La tendencia evidencia la creciente sofisticación de los estafadores de criptomoneda y el grave impacto financiero en las víctimas.
Una investigación sobre el aspecto humano de dichas estafas revela un patrón de coacción y explotación. Muchos de los operadores de bajo nivel de estas estafas son a menudo víctimas a su vez, coaccionados para participar en estos delitos bajo el pretexto de oportunidades de empleo, sólo para encontrarse atrapados y obligados a estafar a otros. Esto añade una dimensión crítica a la comprensión de las estafas relacionadas con el pig butchering, que va más allá de las pérdidas económicas y abarca la trata y la explotación de seres humanos.
El impacto mundial, las significantes pérdidas económicas y los problemas de derechos humanos asociados a las estafas relacionadas con las estafas de pig butchering revelan la urgente necesidad de aumentar la concienciación, las medidas de prevención y la cooperación internacional para combatir el problema polifacético.